# شیگرو تاکاهاشی
شیگرو تاکاهاشی (به انگلیسی: Shigeru Takahashi) بازیکن فوتبال اهل ژاپن و عضو تیم ملی فوتبال ژاپن است که در تاریخ ۲۷ اوت ۱۹۲۷ میلادی اولین بازی ملی‌اش را انجام داد. او در ۲ بازی ملی حضور داشت و آخرین بازی ملی خود را در تاریخ ۲۹ اوت ۱۹۲۷ میلادی انجام داد. شیگرو تاکاهاشی در بازی‌های ملی‌اش
گلی به ثمر نرساند.